# Tony Bettenhausen
Tony Bettenhausen, właśc. Melvin Eugene Bettenhausen (ur. 12 września 1916 w Tinley Park, zm. 12 maja 1961 w Indianapolis) – amerykański kierowca wyścigowy, dwukrotny mistrz amerykańskiej serii wyścigowej USAC National Championship w latach 1951 i 1958.
Zginął w 1961 roku w wypadku podczas testów na torze Indianapolis.
Był ojcem kierowców wyścigowych: Gary’ego, Merle’a i Tony’ego Jr.

## Starty w Indianapolis 500
| Rok  | Nadwozie     | Silnik      | Start | Wynik | Uwagi               |
| ---- | ------------ | ----------- | ----- | ----- | ------------------- |
| 1946 | Wetteroth    | Miller      | 26    | 20    | Awaria              |
| 1947 | Stevens      | Offenhauser | 25    | 18    | Awaria rozrządu     |
| 1948 | Stevens      | Offenhauser | 22    | 14    | Uszkodzone sprzęgło |
| 1950 | Deidt        | Offenhauser | 8     | 31    | Luz w łożysku koła  |
| 1951 | Deidt        | Offenhauser | 9     | 9     | Wypadek             |
| 1952 | Deidt        | Offenhauser | 30    | 24    | Ciśnienie oleju     |
| 1953 | Kuzma        | Offenhauser | 6     | 9     | Wypadek             |
| 1954 | Kurtis Kraft | Offenhauser | 21    | 29    | Luz w łożysku koła  |
| 1955 | Kurtis Kraft | Offenhauser | 2     | 2     |                     |
| 1956 | Kurtis Kraft | Offenhauser | 5     | 22    | Wypadek             |
| 1957 | Kurtis Kraft | Novi        | 22    | 15    |                     |
| 1958 | Epperly      | Offenhauser | 9     | 4     |                     |
| 1959 | Epperly      | Offenhauser | 15    | 4     |                     |
| 1960 | Watson       | Offenhauser | 18    | 23    | Awaria silnika      |